# Österreichische Handballmeisterschaft 2000/01
Die 40. Saison der Österreichischen Handballmeisterschaft begann im August 2000 und endete im Mai 2001. Der amtierende Meister der Saison 1999/2000 HSG Remus Bärnbäch/Köflach, konnte seinen Titel nicht verteidigen. Stattdessen konnte jet2web Bregenz den ersten Meistertitel in der Vereinsgeschichte erringen.

## Handball Liga Austria
In der höchsten Spielklasse, der HLA, waren zehn Teams vertreten.
Die Meisterschaft wurde in mehrere Phasen gegliedert. In der Hauptrunde spielten alle Teams eine einfache Hin- und Rückrunde gegen jeden Gegner. Danach wurde die Liga in zwei Gruppen geteilt.
Die ersten sechs Teams spielten in einer weiteren Hin- und Rückrunde um den Meistertitel, während die letzten vier Teams um den Klassenerhalt kämpfen mussten.

### Grunddurchgang HLA
|     | Verein                         | R  | S  | U | N  | Tore    | Diff. | Punkte |
| --- | ------------------------------ | -- | -- | - | -- | ------- | ----- | ------ |
| 1.  | jet2web Bregenz                | 18 | 13 | 1 | 4  | 482:427 | 55    | 27     |
| 2.  | UHC Uniqa Stockerau            | 18 | 12 | 1 | 5  | 470:442 | 28    | 25     |
| 3.  | Alpla HC Hard                  | 18 | 11 | 1 | 6  | 424:384 | 40    | 23     |
| 4.  | HC erdgas Linz                 | 18 | 9  | 3 | 6  | 413:386 | 27    | 21     |
| 5.  | HC Telekom Wien WAT Margareten | 18 | 9  | 2 | 7  | 508:484 | 24    | 20     |
| 6.  | HSG Remus Bärnbach/Köflach (M) | 18 | 5  | 5 | 8  | 438:448 | −10   | 15     |
| 7.  | HIT Innsbruck                  | 18 | 7  | 0 | 11 | 450:466 | −16   | 14     |
| 8.  | UHC Goldmann Druck Tulln       | 18 | 5  | 2 | 11 | 445:487 | −24   | 12     |
| 9.  | HV Kärnten                     | 18 | 5  | 2 | 11 | 393:462 | −69   | 12     |
| 10. | UHK VJV West Wien              | 18 | 5  | 1 | 12 | 436:473 | −37   | 11     |

| Legende | Legende                    |
| ------- | -------------------------- |
|         | Meister-Playoff            |
|         | Abstiegs-Playoff           |
| (M)     | Meister der letzten Saison |

### Meister-Playoff
|    | Verein                         | R  | S | U | N | Tore    | Diff. | Punkte |
| -- | ------------------------------ | -- | - | - | - | ------- | ----- | ------ |
| 1. | jet2web Bregenz                | 10 | 6 | 1 | 3 | 258:239 | 19    | 18     |
| 2. | UHC Uniqa Stockerau            | 10 | 4 | 5 | 1 | 234:232 | 2     | 17     |
| 3. | Alpla HC Hard                  | 10 | 4 | 2 | 4 | 237:227 | 10    | 13     |
| 4. | HC Telekom Wien WAT Margareten | 10 | 5 | 1 | 4 | 293:277 | 16    | 12     |
| 5. | HSG Remus Bärnbach/Köflach (M) | 10 | 4 | 1 | 5 | 244:259 | −15   | 9      |
| 6. | HC erdgas Linz                 | 10 | 1 | 2 | 7 | 216:248 | −32   | 6      |

### Abstiegs-Playoff
|    | Verein                   | R | S | U | N | Tore    | Diff. | Punkte |
| -- | ------------------------ | - | - | - | - | ------- | ----- | ------ |
| 1. | HIT Innsbruck            | 6 | 2 | 2 | 2 | 146:148 | −2    | 9      |
| 2. | UHC Goldmann Druck Tulln | 6 | 2 | 2 | 2 | 141:141 | 0     | 8      |
| 3. | UHK VJV West Wien        | 6 | 3 | 1 | 2 | 152:146 | 6     | 7      |
| 4. | HV Kärnten               | 6 | 2 | 1 | 3 | 134:138 | −4    | 6      |

### HLA-Endstand
|     | Verein                         |
| --- | ------------------------------ |
| 1.  | jet2web Bregenz                |
| 2.  | UHC Uniqa Stockerau            |
| 3.  | Alpla HC Hard                  |
| 4.  | HC Telekom Wien WAT Margareten |
| 5.  | HSG Remus Bärnbach/Köflach (M) |
| 6.  | HC erdgas Linz                 |
| 7.  | HIT Innsbruck                  |
| 8.  | UHC Goldmann Druck Tulln       |
| 9.  | UHK VJV West Wien              |
| 10. | HV Kärnten                     |

| Legende | Legende                                    |
| ------- | ------------------------------------------ |
|         | EHF Champions League                       |
|         | Abstieg in die Handball-Bundesliga Austria |
| (M)     | Meister der letzten Saison                 |